# Tmesisternus gressitti
Tmesisternus gressitti es una especie de escarabajo del género Tmesisternus, familia Cerambycidae. Fue descrita científicamente por Weigel en 2003.
Habita en Indonesia. Esta especie mide 9-13,5 mm.